# Paragaon josephi
Paragaon josephi är en stekelart som beskrevs av Wiebes 1986. Paragaon josephi ingår i släktet Paragaon och familjen fikonsteklar.
Artens utbredningsområde är Gabon. Inga underarter finns listade i Catalogue of Life.